# Округ Домброва
Округ Домброва (нем. Bezirk Dąbrowa, Домбровский уезд, пол. Powiat dąbrowski) — административная единица коронной земли Королевства Галиции и Лодомерии в составе Австро-Венгрии, существовавшая в 1867—1918 годах. Административный центр — Домброва (ныне Домброва-Тарновска, Польша).
Площадь округа в 1879 году составляла 6,1977 квадратных миль (356,62 км2), а население - 56 500 человек. Округ насчитывал 103 населённых пункта, организованные 97 в кадастровых муниципалитетов. На территории округа действовало один районный суд — в Домброве.
После Первой мировой войны округ вместе со всей Галицией отошёл к Польше.